# Медаль «Кавказ 1871 рік»
Медаль «Кавказ 1871 рік» - державна нагорода Російської імперії.

## Основні відомості
Медаль створена для нагородження жителів Кавказу, які супроводжували Олександра II під час його поїздки по Кавказу в 1871 році. Поїздка по замиренним областям стала можливою через завершення Кавказької війни. Медаль заснована указом Олександра II від 29 вересень (11 жовтня) 1871 року. Указ був повідомлений головою Кавказького комітету міністру фінансів М. Х. Рейтерну.

## Порядок вручення
Нагороджувалися медаллю жителі Кавказу: особи, які супроводжували Олександра II в поїздці, члени почесного конвою, депутати від місцевого населення, що представлялися імператору.

## Опис медалі
Медаль зроблена з срібла. Діаметр 28 мм. На лицьовій стороні медалі зображений портрет Олександра II в профіль. Уздовж бортика по колу напис: «Б.М.АЛЕКСАНДРЪ II ИМП.И САМОД.ВСЕРОСС.». На зворотному боці медалі горизонтально розташований напис у два рядки «КАВКАЗЪ 1871 ГОДА». Рядки розділені рискою. Над написом — невелика п'ятикутна зірка. На Санкт-Петербурзькому монетному дворі у лютому-червні 1873 року було викарбувано 2450 медалей.

## Порядок носіння
Медаль мала вушко для кріплення до колодки або стрічки. Носити медаль слід було на грудях. Стрічка медалі — Володимирська.